# 脐带

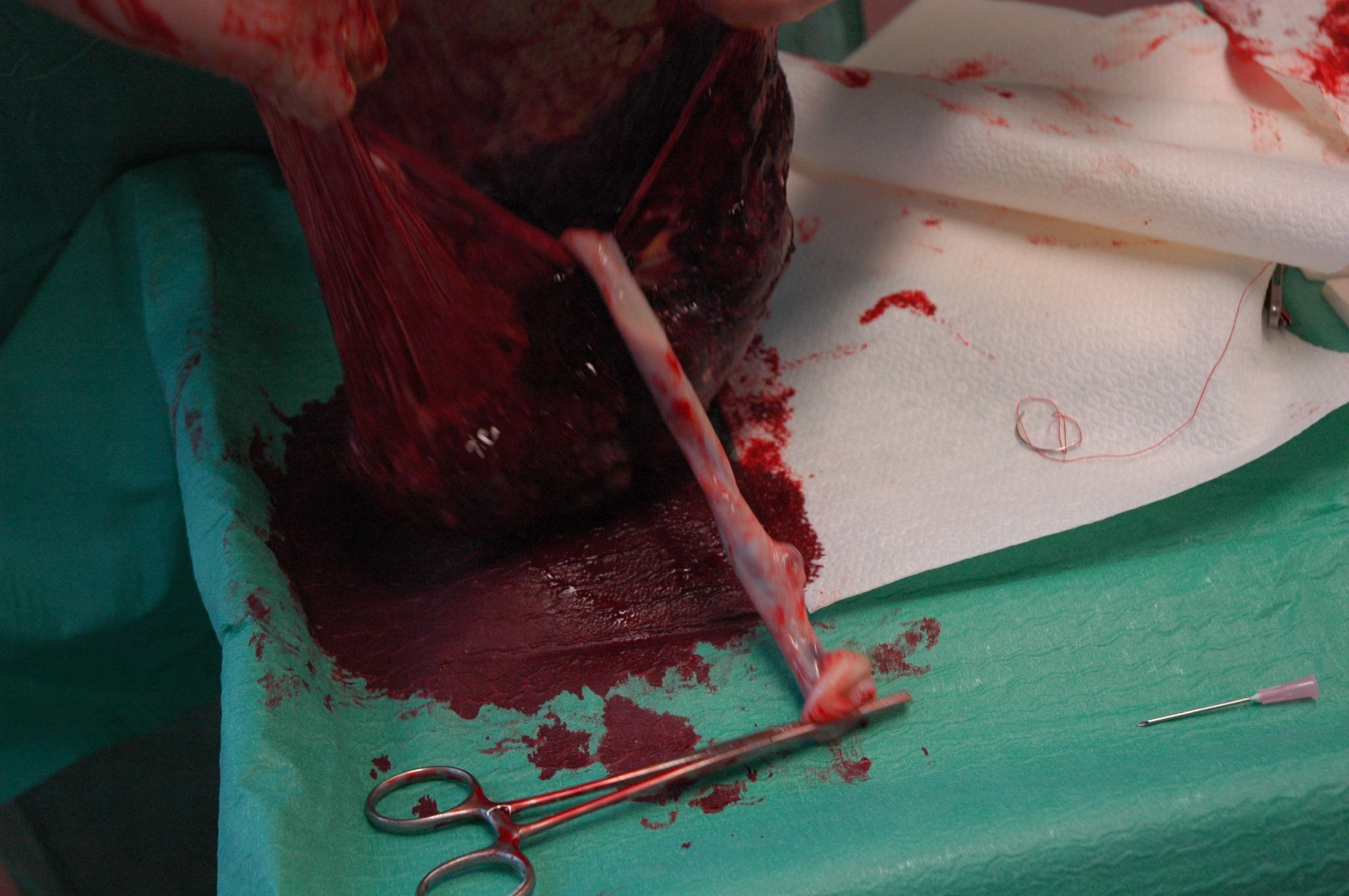
從胎盤袋子中拉出的剪斷的臍帶。

脐带（學名：Funiculus umbilicalis）是几乎所有哺乳动物（包括人）的母体内，胎儿与怀孕的母亲的胎盘的一种联系结构。

## 解剖学和生理作用
脐带状如绳索，表面光滑透明，内含结缔组织和血管；在胎盘内胎儿的血液循环与母亲的血液循环交换营养物质和氧气，通过脐带营养物质与氧气来到正在成长的胎儿的体内。
正常人的脐带含有三条血管：

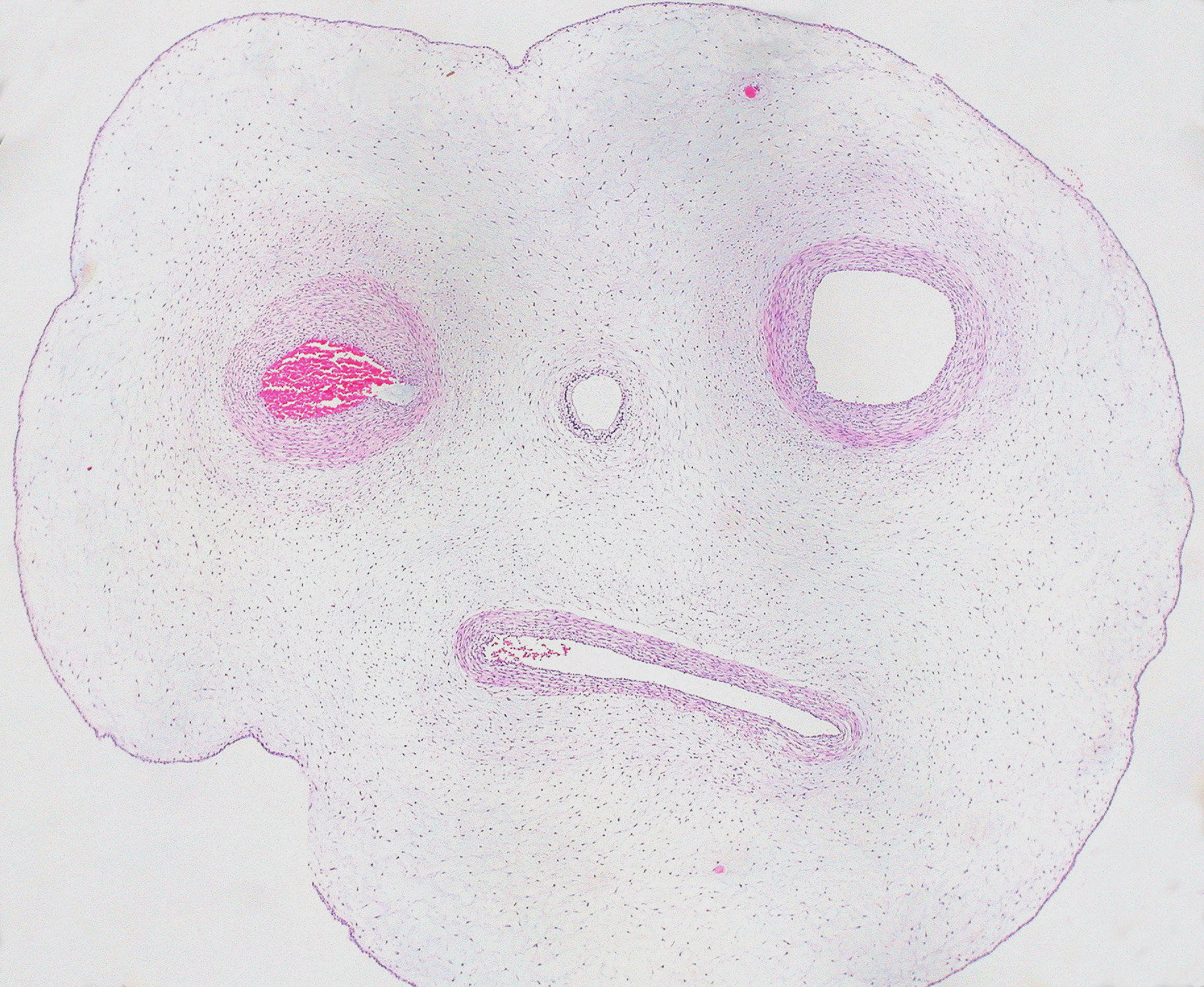
图示为脐带的横切面。上部左侧以及右侧为脐动脉，底部为脐静脉，中间为退化的尿囊。

- 两条脐动脉（Plural Arteriae umbilicales）：连接左右髂内动脉。
- 一条脐静脉（Vena umbilicalis）：脐静脉进入胎儿体内，从肝门入肝，然后再分为两条途径，一部分与肝门静脉血液相混，经肝静脉汇入下腔静脉，另一部分经静脉导管入下腔静脉。

来自脐静脉的血液与来自胎儿身体下部回流的血液在下腔静脉中混合后入右心房，绝大部分的混合血经卵圆孔入左心房，再经左心室进入主动脉，主要供应胎儿的脑部及心脏营养。右心房内来自下腔静脉的小股血与来自头部及上肢的上腔静脉的血液相混流入右心室，再进入肺动脉。由于胎儿的肺尚无呼吸功能，所以仅有少量血液入肺，大部分血液则经动脉导管进入降主动脉。降主动脉中的大部分血液经脐动脉返回胎盘，小部分血液供应身体下部。胎儿体内循环的血液，都是动脉血与静脉血的混合，只是混合成分的比例不同。流入上肢、头部、心脏及肝脏的血液含氧及养分较多，而流入胎儿肺部及身体下部的血液含氧及养分较少。
两条动脉将二氧化碳丰富和营养少的血输入胎盘，静脉将氧气和营养丰富的血液输回胎儿。另一条动脉在胎儿的第一周就退化了。动脉输送静脉血（富含二氧化碳和废物的血）、静脉输送动脉血（富含氧气和营养的血）的血管除肺动脉/静脉外就只有脐动脉/静脉。人的脐带约50至60厘米长，直径约2厘米，脐带内的血管由華通氏膠（Wharton's Jelly）包裹，華通氏膠中有干细胞。
約1%的人胚胎臍帶只有兩條血管：一條動脈及一條靜脈。出現這種異常的胎兒多數仍然正常成長。另外有更稀少的例子有動、靜脈各兩條。這種異常多數與遺傳有關，通常同時出現胚胎異常。
通过胎盘绒毛上皮的渗透作用，胎儿血液于绒毛间隙内，与母体血液之间进行物质的交换。
由卵黄囊往胚胎体内伸出的一个盲管为尿囊，后者演化出膀胱时，尿囊成为从膀胱顶部至脐内的一条细管，称脐尿管。

## 产后变化
胎儿逸出后脐带失去作用，数分钟内搏动停止，此时应在脐带根部将其剪断并结扎，动物一般是母动物将脐带咬断。等到臍帶停止搏動再鉗夾對於新生兒可能有好處，因为这样脐带里面的血液和干细胞可以流入胎儿，可以有效防止一些疾病；之后剩余的脐带残段在一到两周内脱落，留下的疤痕就是肚脐。
出生后脐动脉远侧段闭锁形成脐内侧韧带，近端段管腔未闭，与髂内动脉起始段相连，发出2~3条膀胱上动脉，分部于膀胱的上、中部。
出生后脐静脉近侧段闭锁形成肝圆韧带。
出生后脐尿管将闭锁成为脐正中韧带。

## 相關
- 臍帶血